# Výsledky českých reprezentantů v judu 2018
Tento článek uvádí výsledky českých reprezentantů v judu na mezinárodních podnicích za rok 2018.

## Česká reprezentace v roce 2018
|      | úroveň | superlehká váha                    | pololehká váha                                                               | lehká váha                                                                   | polostřední váha                      | střední váha             | polotěžká váha                           | těžká váha                 |
| ---- | ------ | ---------------------------------- | ---------------------------------------------------------------------------- | ---------------------------------------------------------------------------- | ------------------------------------- | ------------------------ | ---------------------------------------- | -------------------------- |
| muži | A      | Pavel Petřikov ml. David Pulkrábek | Pavel Petřikov ml.                                                           | Jakub Ječmínek                                                               | Jaromír Musil Ivan Petr               | David Klammert Jiří Petr | Michal Horák                             | Lukáš Krpálek Michal Horák |
| muži | B      | —                                  | —                                                                            | Václav Žemla                                                                 | Jindřich Turek                        | Radim Knápek             | Radek Hecl                               | —                          |
| muži | C      | David Vopat David Šatánek          | Tomáš Binhák Tomáš Beran Karel Buriánek Václav Kovář Matěj Klíma Jan Svoboda | Adam Bydžovský Václav Černý Václav Sedmidubský Ondřej Svoboda Pavel Škarvada | Mikuláš Meško Šimon Skurka Pavel Švec | —                        | Radim Dvořák Jan Macháček Matyáš Rejchrt | Lukáš Hlaváček Jan Pinta   |
| ženy | A      | —                                  | —                                                                            | —                                                                            | —                                     | —                        | —                                        | —                          |
| ženy | B      | —                                  | —                                                                            | —                                                                            | Michaela Kulíková                     | —                        | Alice Matějčková                         | Markéta Paulusová          |
| ženy | C      | —                                  | —                                                                            | Věra Zemanová                                                                | —                                     | —                        | —                                        | —                          |

pozn: seznam reprezentantů Český svaz juda veřejně nepublikuje, tabulka je sestavena podle výsledků ve světovém a evropském poháru v roce 2018, úroveň "A" lze chápat jako užší výběr seniorské reprezentace, úroveň "B" jako širší výběr seniorské reprezentace, úroveň "C" je reprezentační zálohu
Reprezentační trenér seniorů a seniorek:
- Petr Lacina (manažer) a Jaromír Ježek (trenér)

Reprezentační trenéři juniorů a juniorek:
- Václav Sedmidubský od listopadu 2018
  - Jiří Štěpán (asistent) a Jindřich Turek (asistenti)

Reprezentační trenéři dorostenců a dorostenek:
- Václav Červín a Jaroslav Švec
  - David Lorenc a Libor Štěpánek (asistenti)

## Mistrovské turnaje

### Mistrovství světa
výsledky z mistrovství světa
| Jméno              | Váha |  | 1/128                  | 1/64                 | 1/32                  | 1/16                 | Čtvrtfinále       | Semifinále | Finále |  | o 3. místo           | opravy            |
| ------------------ | ---- |  | ---------------------- | -------------------- | --------------------- | -------------------- | ----------------- | ---------- | ------ |  | -------------------- | ----------------- |
| David Pulkrábek    | -60  |  | Výhra J. Molina        | Prohra T. Čkadua     | —                     | —                    | —                 | —          | —      |  | —                    | —                 |
| Pavel Petřikov ml. | -66  |  | volný los              | Výhra B. Rysmambetov | Výhra S. Bunčić       | Prohra D. Cargnin    | —                 | —          | —      |  | —                    | —                 |
| Jakub Ječmínek     | -73  |  | Výhra A. Margelidon    | Prohra An Čchang-im  | —                     | —                    | —                 | —          | —      |  | —                    | —                 |
| Jaromír Musil      | -81  |  | volný los              | Výhra A. bin Ammár   | Prohra A. Lappinagov  | —                    | —                 | —          | —      |  | —                    | —                 |
| Ivan Petr          | -81  |  | volný los              | Prohra D. Ressel     | —                     | —                    | —                 | —          | —      |  | —                    | —                 |
| David Klammert     | -90  |  | volný los              | Prohra R. Florentino | —                     | —                    | —                 | —          | —      |  | —                    | —                 |
| Jiří Petr          | -90  |  | Výhra R. Nenartavičius | Prohra R. Kozłowski  | —                     | —                    | —                 | —          | —      |  | —                    | —                 |
| Michal Horák       | -100 |  | x                      | Výhra L. Bouyacoub   | Prohra J. Fonseca     | —                    | —                 | —          | —      |  | —                    | —                 |
| Lukáš Krpálek      | +100 |  | x                      | volný los            | Výhra H. Grol         | Výhra N. Tüvšinbajar | Prohra U. Kokauri | —          | —      |  | Prohra Ö. Dűrenbajar | Výhra T. Rachimov |
| Alice Matějčková   | -78  |  | x                      | volný los            | Prohra A. Babincevová | —                    | —                 | —          | —      |  | —                    | —                 |

### Mistrovství Evropy
výsledky z mistrovství Evropy
| Jméno              | Váha |  | 1/64             | 1/32               | 1/16                   | Čtvrtfinále   | Semifinále     | Finále           |  | o 3. místo | opravy |
| ------------------ | ---- |  | ---------------- | ------------------ | ---------------------- | ------------- | -------------- | ---------------- |  | ---------- | ------ |
| Pavel Petřikov ml. | -60  |  | x                | volný los          | Prohra I. Jašujev      | —             | —              | —                |  | —          | —      |
| Jaromír Musil      | -81  |  | volný los        | Prohra D. Družeta  | —                      | —             | —              | —                |  | —          | —      |
| David Klammert     | -90  |  | Výhra E. Blondal | Prohra N. Majdov   | —                      | —             | —              | —                |  | —          | —      |
| Jiří Petr          | -90  |  | volný los        | Výhra R. Kozłowski | Prohra B. Gvinyjašvili | —             | —              | —                |  | —          | —      |
| Lukáš Krpálek      | +100 |  | x                | volný los          | Výhra D. Cumitas       | Výhra H. Grol | Výhra S. Hegyi | Výhra T. Bašajev |  | —          | —      |

### Mistrovství Evropy do 23 let
| Jméno            | Váha |  | 1/64      | 1/32              | 1/16                 | Čtvrtfinále        | Semifinále           | Finále                 |  | o 3. místo | opravy             |
| ---------------- | ---- |  | --------- | ----------------- | -------------------- | ------------------ | -------------------- | ---------------------- |  | ---------- | ------------------ |
| Tomáš Binhák     | -66  |  | x         | Výhra B. Temelkov | Prohra A. Gaitero    | —                  | —                    | —                      |  | —          | —                  |
| Adam Bydžovský   | -73  |  | volný los | Prohra K. Morka   | —                    | —                  | —                    | —                      |  | —          | —                  |
| Renata Zachová   | -63  |  | x         | x                 | Výhra Ş. Dobreová    | Výhra L. Fazliuová | Výhra M. Hürzelerová | Prohra L. Piovesanaová |  | —          | —                  |
| Alice Matějčková | -78  |  | x         | x                 | Výhra C. Sîrbuleţová | Prohra C. Faberová | —                    | —                      |  | —          | Prohra P. Pavićová |

### Mistrovství světa juniorů (do 21 let)
| Jméno             | Váha |  | 1/64      | 1/32                       | 1/16                    | Čtvrtfinále       | Semifinále | Finále |  | o 3. místo | opravy                 |
| ----------------- | ---- |  | --------- | -------------------------- | ----------------------- | ----------------- | ---------- | ------ |  | ---------- | ---------------------- |
| Tomáš Binhák      | -66  |  | x         | Výhra B. Temelkov          | Prohra B. Abdurachmanov | —                 | —          | —      |  | —          | —                      |
| Adam Bydžovský    | -73  |  | volný los | Výhra A. Gajnullin         | Výhra G. Esposito       | Prohra D. Gamosov | —          | —      |  | —          | Prohra V. Sterpu       |
| Věra Zemanová     | -57  |  | x         | Výhra S. van de Meebergová | Prohra K. Kajzerová     | —                 | —          | —      |  | —          | —                      |
| Renata Zachová    | -63  |  | x         | Výhra S. Goldenová         | Výhra J. Obradovićová   | Prohra N. Kropská | —          | —      |  | —          | Prohra A. Obradovićová |
| Markéta Paulusová | +78  |  | x         | volný los                  | Prohra L. Fuseauová     | —                 | —          | —      |  | —          | —                      |

### Mistrovství Evropy juniorů (do 21 let)
| Jméno             | Váha |  | 1/64      | 1/32                 | 1/16                      | Čtvrtfinále          | Semifinále | Finále |  | o 3. místo | opravy                  |
| ----------------- | ---- |  | --------- | -------------------- | ------------------------- | -------------------- | ---------- | ------ |  | ---------- | ----------------------- |
| David Vopat       | -60  |  | x         | Prohra L. Saha       | —                         | —                    | —          | —      |  | —          | —                       |
| Tomáš Binhák      | -66  |  | x         | Prohra M. Čopanov    | —                         | —                    | —          | —      |  | —          | —                       |
| Adam Bydžovský    | -73  |  | volný los | Výhra D. Kalisterski | Prohra A. Umajev          | —                    | —          | —      |  | —          | —                       |
| Věra Zemanová     | -57  |  | volný los | Výhra B. Mercanová   | Výhra F. Loxhaová         | Prohra M. Perišićová | —          | —      |  | —          | Prohra P. Cornelisseová |
| Renata Zachová    | -63  |  | x         | Prohra L. Olsenová   | —                         | —                    | —          | —      |  | —          | —                       |
| Markéta Paulusová | +78  |  | x         | volný los            | Prohra J. Świątkiewiczová | —                    | —          | —      |  | —          | —                       |

### Mistrovství Evropy dorostenců (do 18 let)
| Jméno             | Váha |  | 1/64                | 1/32                    | 1/16                 | Čtvrtfinále           | Semifinále | Finále |  | o 3. místo | opravy | opravy                | opravy | opravy |
| ----------------- | ---- |  | ------------------- | ----------------------- | -------------------- | --------------------- | ---------- | ------ |  | ---------- | ------ | --------------------- | ------ | ------ |
| Filip Ivanka      | -73  |  | Prohra M. Söderberg | —                       | —                    | —                     | —          | —      |  | —          | —      | —                     | —      | —      |
| Daniel Pochop     | -73  |  | volný los           | Výhra A. Rusu           | Výhra A. Movsisjan   | Prohra I. Talunin     | —          | —      |  | —          | —      | Prohra T. Milonelis   | —      | —      |
| Martin Bezděk     | -81  |  | x                   | volný los               | Prohra A. Wagner     | —                     | —          | —      |  | —          | —      | —                     | —      | x      |
| Anna Třináctá     | -57  |  | x                   | Prohra M. Lecharlierová | —                    | —                     | —          | —      |  | —          | —      | —                     | —      | x      |
| Julie Zárybnická  | -57  |  | x                   | Prohra A. Pereiraová    | —                    | —                     | —          | —      |  | —          | —      | —                     | —      | x      |
| Eva Přichystalová | -70  |  | x                   | volný los               | Prohra J. Czerlauová | —                     | —          | —      |  | —          | —      | —                     | —      | x      |
| Ester Svobodová   | -70  |  | x                   | volný los               | Výhra M. Cvijićová   | Prohra D. Karjakinová | —          | —      |  | —          | —      | Prohra J. Jaroszewská | —      | x      |

### Olympijské hry mládeže
| Jméno           | Váha |  | 1/32 | 1/16                     | Čtvrtfinále        | Semifinále           | Finále          |  | o 3. místo          | opravy | opravy | opravy |
| --------------- | ---- |  | ---- | ------------------------ | ------------------ | -------------------- | --------------- |  | ------------------- | ------ | ------ | ------ |
| Martin Bezděk   | -81  |  | x    | Výhra A. Zrhari          | Výhra C. Páez      | Výhra A. Rebahi      | Prohra A. Sulca |  | —                   | —      | —      | —      |
| Ester Svobodová | -78  |  | x    | Výhra C.-R. Pretoriusová | Výhra Liou Li-ling | Prohra M. Hrycenková | —               |  | Prohra M. Lobniková | —      | —      | —      |

## Mezinárodní turnaje

### Turnaj mistrů
| Jméno          | Váha |  | 1/32      | 1/16              | Čtvrtfinále    | Semifinále | Finále |  | o 3. místo         | opravy               |
| -------------- | ---- |  | --------- | ----------------- | -------------- | ---------- | ------ |  | ------------------ | -------------------- |
| David Klammert | -90  |  | volný los | Výhra K. Nagasawa | Prohra K. Tóth | —          | —      |  | Prohra I. Bozbajev | Výhra K. Ustopiriyon |
| Lukáš Krpálek  | +100 |  | volný los | Prohra T. Bašajev | —              | —          | —      |  | —                  | —                    |

### Světová tour
| Jméno              | Váha       |  | GP TUN | GS FRA | GS GER | GP MAR | GS RUS | GP GEO | GP TUR | GP CHN | GP CRO | GP HUN | GP MEX | GS UAE | GP UZB | GP NED | GS JPN |  | Bilance |
| ------------------ | ---------- |  | ------ | ------ | ------ | ------ | ------ | ------ | ------ | ------ | ------ | ------ | ------ | ------ | ------ | ------ | ------ |  | ------- |
| David Pulkrábek    | -60        |  |        | 1/32   |        |        |        |        | 1/16   |        | 3.     | 1/16   | 3.     |        |        |        | 1/64   |  | 10:6    |
| Pavel Petřikov ml. | -60, -66   |  | 7.     | 1/16   |        |        |        |        |        |        | 1/16   | 1/64   |        | 1/16   |        |        |        |  | 4:6     |
| Jakub Ječmínek     | -73        |  |        |        |        |        |        |        |        |        | 1/64   | 1/16   | 1/32   | 1/32   |        |        |        |  | 3:4     |
| Jaromír Musil      | -81        |  |        | 5.     |        |        | 1/16   |        | 1/32   |        | 1/32   | 1/64   | 1/16   | 7.     |        | 1/32   | 1/32   |  | 10:11   |
| Ivan Petr          | -81        |  | 1/16   | 1/64   |        |        | 1/16   |        | 1/16   |        | 1/16   | 1/64   | 1/32   |        |        | 1/32   |        |  | 6:8     |
| David Klammert     | -90        |  | 3.     | 1/32   |        |        | 5.     |        |        |        | 1/16   | 5.     | 5.     | 1/32   |        | 1/16   | 7.     |  | 15:13   |
| Jiří Petr          | -90        |  |        | 1/16   |        |        | 1/32   |        | 1/32   |        | 1/16   | 1/64   |        |        |        |        |        |  | 3:5     |
| Jindřich Turek     | -90        |  |        |        |        |        |        |        | 1/32   |        |        |        |        |        |        |        |        |  | 0:1     |
| Radek Hecl         | -100       |  |        |        |        |        |        |        |        | 1/32   |        |        |        |        | 1/32   |        | 1/32   |  | 0:3     |
| Michal Horák       | -100, +100 |  | 1/16   | 1/16   |        |        |        |        |        |        | 1/32   | 1/64   | 1/16   |        |        | 1/32   | 1/32   |  | 3:7     |
| Lukáš Krpálek      | +100       |  |        | 3.     |        |        |        |        |        |        |        |        | 1.     | 3.     |        |        | 2.     |  | 13:3    |
| Alice Matějčková   | -78        |  |        |        |        |        |        |        |        |        |        |        |        |        |        | 1/16   |        |  | 1:1     |

### Světový pohár
| Jméno           | Váha |  | BUL POR | AUT ITA | CZE POL | CHI | PER | ARG | ESP | TPE  | BLR  | DOM | GBR  | KAZ | AUS | SEN | CMR | HKG |  | Bilance |
| --------------- | ---- |  | ------- | ------- | ------- | --- | --- | --- | --- | ---- | ---- | --- | ---- | --- | --- | --- | --- | --- |  | ------- |
| P. Petřikov ml. | -60  |  |         |         | 3.      |     |     |     |     |      |      |     |      |     |     |     |     |     |  | 4:1     |
| D. Pulkrábek    | -60  |  |         |         | 1/32    |     |     |     |     |      |      |     |      |     |     |     |     |     |  | 0:1     |
| D. Šatánek      | -60  |  |         |         | 1/32    |     |     |     |     |      |      |     |      |     |     |     |     |     |  | 0:1     |
| D. Vopat        | -60  |  |         |         | 1/32    |     |     |     |     |      |      |     |      |     |     |     |     |     |  | 0:1     |
| V. Kovář        | -66  |  |         | 1/64    | 1/64    |     |     |     |     |      |      |     |      |     |     |     |     |     |  | 0:2     |
| T. Binhák       | -66  |  |         |         | 1/64    |     |     |     |     |      |      |     |      |     |     |     |     |     |  | 0:1     |
| M. Klíma        | -66  |  |         |         | 1/64    |     |     |     |     |      |      |     |      |     |     |     |     |     |  | 0:1     |
| V. Sedmidubský  | -73  |  |         | 1/64    |         |     |     |     |     |      |      |     |      |     |     |     |     |     |  | 0:1     |
| A. Bydžovský    | -73  |  |         |         | 1/64    |     |     |     |     |      |      |     |      |     |     |     |     |     |  | 0:1     |
| O. Svoboda      | -73  |  |         |         | 1/64    |     |     |     |     |      |      |     |      |     |     |     |     |     |  | 0:1     |
| V. Žemla        | -73  |  |         |         | 1/64    |     |     |     |     |      |      |     |      |     |     |     |     |     |  | 0:1     |
| J. Musil        | -81  |  | 1/32    |         | 5.      |     |     |     |     |      | 1/32 |     |      |     |     |     |     |     |  | 3:4     |
| J. Turek        | -81  |  | 1/16    | 1/16    | 1/64    |     |     |     |     |      |      |     | 1/64 |     |     |     |     |     |  | 3:4     |
| M. Meško        | -81  |  |         |         | 1/64    |     |     |     |     |      |      |     |      |     |     |     |     |     |  | 0:1     |
| I. Petr         | -81  |  |         |         | 1/32    |     |     |     |     |      | 1/16 |     |      |     |     |     |     |     |  | 1:2     |
| Š. Skurka       | -81  |  |         |         | 1/64    |     |     |     |     |      |      |     |      |     |     |     |     |     |  | 0:1     |
| J. Ječmínek     | -81  |  |         |         |         |     |     |     |     |      | 1/32 |     |      |     |     |     |     |     |  | 1:1     |
| D. Klammert     | -90  |  |         |         | 2.      |     |     |     |     |      |      |     |      |     |     |     |     |     |  | 4:1     |
| J. Petr         | -90  |  | 1/16    |         | 1/16    |     |     |     |     |      | 7.   |     |      |     |     |     |     |     |  | 5:4     |
| R. Knápek       | -90  |  |         | 1/64    | 1/64    |     |     |     |     |      |      |     | 1/16 |     |     |     |     |     |  | 0:3     |
| R. Hecl         | -100 |  |         | 1/32    | 1/32    |     |     |     |     | 1/16 |      |     |      |     |     |     |     | 7.  |  | 1:5     |
| M. Horák        | -100 |  |         |         |         |     |     |     |     |      | 1/32 |     |      |     |     |     |     |     |  | 0:1     |
| L. Hlaváček     | +100 |  |         |         | 1/32    |     |     |     |     |      |      |     |      |     |     |     |     |     |  | 0:1     |
| L. Krpálek      | +100 |  |         |         | 3.      |     |     |     |     |      |      |     |      |     |     |     |     |     |  | 3:1     |
| J. Pinta        | +100 |  |         |         | 1/16    |     |     |     |     |      |      |     |      |     |     |     |     |     |  | 1:1     |
| V. Zemanová     | -57  |  |         |         | 1/16    |     |     |     |     |      |      |     |      |     |     |     |     |     |  | 1:1     |
| M. Kulíková     | -63  |  |         | 1/32    | 1/32    |     |     |     |     |      |      |     |      |     |     |     |     |     |  | 0:2     |
| A. Matějčková   | -78  |  |         | 1/16    | 1/8     |     |     |     |     |      | 1/16 |     |      |     |     |     |     |     |  | 0:4     |
| M. Paulusová    | +78  |  |         |         | 7.      |     |     |     |     |      | 5.   |     |      |     |     |     |     |     |  | 2:4     |

### Evropský pohár
| Jméno           | Váha |  | SUI | CRO | BIH  | RUS  | SRB  | SLO  | GER | SVK  | ESP  |
| --------------- | ---- |  | --- | --- | ---- | ---- | ---- | ---- | --- | ---- | ---- |
| D. Pulkrábek    | -60  |  |     |     |      |      | 2.   |      |     |      |      |
| K. Buriánek     | -66  |  |     |     |      | 1/32 |      |      |     | 1/64 |      |
| V. Kovář        | -66  |  |     |     |      | 1/32 |      |      |     | 1/32 |      |
| T. Binhák       | -66  |  |     |     |      |      |      | 1/16 |     | 1/16 |      |
| T. Beran        | -66  |  |     |     |      |      |      | 1/32 |     | 1/32 |      |
| P. Petřikov ml. | -66  |  |     |     |      |      |      | 3.   |     |      |      |
| M. Klíma        | -66  |  |     |     |      |      |      |      |     | 1/32 |      |
| J. Svoboda      | -66  |  |     |     |      |      |      |      |     | 1/32 |      |
| V. Žemla        | -73  |  |     |     | 1/64 | 1/32 | 1/16 | opr. |     |      |      |
| V. Sedmidubský  | -73  |  |     |     |      |      | 1/16 |      |     |      |      |
| V. Černý        | -73  |  |     |     |      |      |      |      |     | 1/64 |      |
| P. Škarvada     | -73  |  |     |     |      |      |      |      |     | 1/64 |      |
| I. Petr         | -81  |  |     |     |      |      | 3.   | opr. |     |      |      |
| J. Turek        | -81  |  |     |     |      |      | 1/32 |      |     | 1/32 |      |
| Š. Skurka       | -81  |  |     |     |      |      |      | 1/32 |     | 1/64 |      |
| M. Meško        | -81  |  |     |     |      |      |      |      |     | 1/32 |      |
| P. Švec         | -81  |  |     |     |      |      |      |      |     | 1/64 |      |
| R. Knápek       | -90  |  |     |     |      | 1/32 | 1/16 | 1/16 |     | 1/32 |      |
| J. Petr         | -90  |  |     |     |      |      | 2.   |      |     |      |      |
| J. Macháček     | -100 |  |     |     |      | 1/32 |      |      |     |      |      |
| M. Rejchrt      | -100 |  |     |     |      | opr. |      |      |     | 1/32 |      |
| R. Dvořák       | -100 |  |     |     |      |      |      |      |     | 1/32 |      |
| R. Hecl         | -100 |  |     |     |      |      |      |      |     | opr. |      |
| M. Kulíková     | -63  |  |     |     |      | opr. | 1/16 | 1/32 |     | 1/16 | 1/32 |
| A. Matějčková   | -78  |  |     |     |      | 1.   | 3.   |      |     | opr. | 5.   |